# Rhaconotus tergalis
Rhaconotus tergalis är en stekelart som beskrevs av Sergey A. Belokobylskij och Chen 2004. Rhaconotus tergalis ingår i släktet Rhaconotus och familjen bracksteklar. Inga underarter finns listade i Catalogue of Life.